# 星甲鱼属
星甲魚（學名：Astraspis，意思為「星型的甲冑」）為一属原始的無頜魚，生活於奧陶紀時期的美國科羅拉多州、懷俄明州與蒙大拿州以及玻利維亞，大約在4億6700萬至4億4300萬年前。和其他同屬奧陶紀時期的原始魚類為近親，包括南美洲的薩卡班甲魚（英語：Sacabambaspis）與澳洲的亞蘭達甲魚。

## 描述

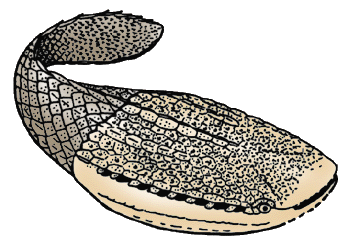
迫望星甲魚 （Astraspis desiderata）

星甲魚體長可達200 mm（7.9英寸），體表與尾巴包覆小於1 mm（0.039英寸）的鱗，頭部則由超過2 mm（0.079英寸）的鱗片包覆。星甲魚具有一對發達的眼與八對鰓孔。樣本剖面呈鵝蛋形，骨板由aspidin組成（類似於現今鯊魚牙齒），其上包覆一層由牙本質與似釉質組成的小突。這些小突呈現星狀，也是星甲魚得名的由來。星甲魚並沒有成對的偶鰭，依靠尾鰭左右擺動前進，外型與生活型態可能類似於寒武紀的古蟲屬。

## 大眾文化
在2003年英國BBC製作的《海底霸王》第1集中出現，被奈吉爾·馬文抓來做為吸引巨型羽翅鱟的魚餌。

## 其他來源
Michael J. Benton, Vertebrate Palaeontology, 3rd edition, 2005